# 小花露籽草
小花露籽草（学名：Ottochloa nodosa var. micrantha）为禾本科露籽草属下的一个变种。